# Pichisermollodes veitchii
Pichisermollodes veitchii là một loài dương xỉ trong họ Polypodiaceae. Loài này được Baker Fraser-Jenk. mô tả khoa học đầu tiên năm 2009.